# Shanghai Stadion
Shanghai Stadion er et stadion i Shanghai i Kina. Det bliver for det meste brugt til fodboldkampe. 
Stadionet blev bygget i 1997, da Folkerepublikken Kinas 8. nationale lege blev afholdt i Shanghai. Der er plads til ca. 80.000 tilskuere, og det var, indtil Beijing National Stadium blev bygget, det største stadion i Kina. 
Shanghai Stadion vil blive brugt ved OL 2008 til gruppespillet i fodboldturneringen.
| Idrætsanlæg | Spire Denne artikel om et idrætsanlæg er en spire som bør udbygges. Du er velkommen til at hjælpe Wikipedia ved at udvide den. |

31°11′01″N 121°26′14″Ø / 31.1835°N 121.43728°Ø